# Ferien vom Ich (film 1934)
Ferien vom Ich è un film del 1934 diretto da Hans Deppe. È il primo adattamento cinematografico del romanzo Ferien vom Ich di Paul Keller. Deppe, nel 1952, ne avrebbe diretto un remake dallo stesso titolo.

## Produzione
Il film fu prodotto dall'Universum Film (UFA) e Olf Fjord-Film. Venne girato in Bassa Sassonia a Bad Pyrmont e a Burg Ohsen.

## Distribuzione
Distribuito dallUniversum Film (UFA), uscì nelle sale cinematografiche tedesche il 7 dicembre 1934. L'Ufa Film Company lo distribuì il 30 marzo 1935 - senza sottotitoli - negli Stati Uniti.